# Сабольч Шен
Сабольч Шен (угор. Szabolcs Schön, нар. 27 вересня 2000, Будапешт) — угорський футболіст, нападник клубу «Фегервар» та національної збірної Угорщини.

## Клубна кар'єра
Сабольч Шен народився в Будапешті. Розпочав займатися футболом у юнацькій команді місцевого клубу «Гонвед», з 2017 року перейшов до футбольної школи амстердамського «Аякса». У 2018 році молодий угорський футболіст зіграв за фарм-клуб амстердамської команди «Йонг Аякс» один матч, проте до головної команди так і не пробився, і у 2019 році повернувся на батьківщину, де став гравцем будапештського клубу МТК (Будапешт). Відіграв за клуб з Будапешта наступні два сезони своєї ігрової кар'єри, та зумів стати одним із основних основним гравцем атакувальної ланки команди.
7 квітня 2021 року Сабольч Шен став гравцем клубу MLS «Даллас», підписавши контракт на 3 роки з опцією продовження ще на 2 роки. До 2022 року 2021 року відіграв за команду з Далласа 24 матчі в національному чемпіонаті, та повернувся на батьківщину до клубу «Фегервар».

## Виступи за збірні
Сабольч Шен з 2015 до 2019 року грав у складі юнацької збірної Угорщини різних вікових груп, загалом на юнацькому рівні взяв участь у 47 іграх, відзначившись 7 забитими голами. Протягом 2019—2020 років залучався до складу молодіжної збірної Угорщини. На молодіжному рівні зіграв у 4 офіційних матчах.
У травні 2021 року Сабольча Шена включили до складу національної збірної Угорщини для участі в чемпіонаті Європи 2020 року. 8 червня 2021 року футболіст дебютував у складі національної збірної в товариському матчі проти збірної Ірландії.